# Breed (Nirvana)
Breed is een nummer van de Amerikaanse grungeband Nirvana, gecomponeerd door Kurt Cobain en verschenen op het album Nevermind. Er is ook een andere versie op With the Lights Out. Het verscheen ook op het postume album From the Muddy Banks of the Wishkah.
"Breed" heette oorspronkelijk "Imodium," naar het anti-diarreemedicijn dat Tad Doyle, zanger van de band TAD gebruikte tijdens de gezamenlijke tournee van Nirvana en TAD in Europa. De eerste uitvoering dateert van 8 oktober 1989.
De eerste studio-opname was in april 1990 en bedoeld voor het tweede album bij Sub Pop. Dit album werd echter geannuleerd, nadat Nirvana kort daarop bij DGC Records tekende. In mei 1991 werd het nummer opnieuw opgenomen voor wat Nirvana's grote doorbraak zou worden, Nevermind. Beide opnames bevatten het opvallende panning-effect tijdens de gitaarsolo.
De song is een kritiek op de Amerikaanse middenklasse. Cobain zingt over opgroeien en gearresteerd worden, trouwen, kinderen krijgen, gescheiden worden en helemaal opnieuw beginnen.

## Ontvangst
Hoewel het nummer nooit als single is uitgekomen, heeft het in de loop der tijd een grote populariteit verworven. In 2015 klasseerde Rolling Stone "Breed" op plaats vier van alle (102) Nirvana-nummers, met als aantekening "een van de meest energieke nummers van Nevermind."
In 2017 bracht de Phonographic Performance Limited een top twintig uit van meest gedraaide Nirvana-nummers in Groot-Brittannië, waarop "Breed" op plaats dertien kwam.